# 石龙镇 (钟山县)
石龙镇是中国广西壮族自治区贺州市钟山县的一个镇。

## 行政区划
下辖5个村委会，64个自然村，143个村民小组。
石龙镇下辖以下地区：
石龙村、大虞村、松桂村、黎塘村和新凤村。

## 物产
有种植稻、桑蚕等作物。尤以桑蚕业为特色。矿产有锡、锑、锰等。

## 交通
有南北走向的钟山至珊瑚公路，东西走向的平钟高速公路等。